# Gustav Schwab

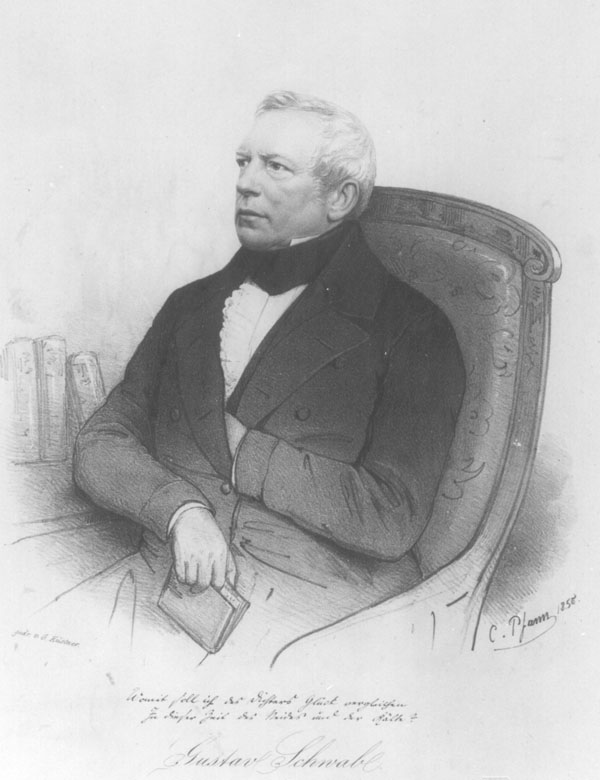
Gustav Schwab (1850)

Gustav Benjamin Schwab (* 19. Juni 1792 in Stuttgart; † 4. November 1850 ebenda) war ein deutscher Pfarrer, Gymnasialprofessor und Schriftsteller, der zur Schwäbischen Dichterschule gerechnet wird. Mit seinen Sagen des klassischen Altertums (1838–1840) schuf er einen Klassiker der deutschsprachigen Kinder- und Jugendliteratur.

## Leben und Werk

Titelbild zu den Sagen des klassischen Altertums (1925)

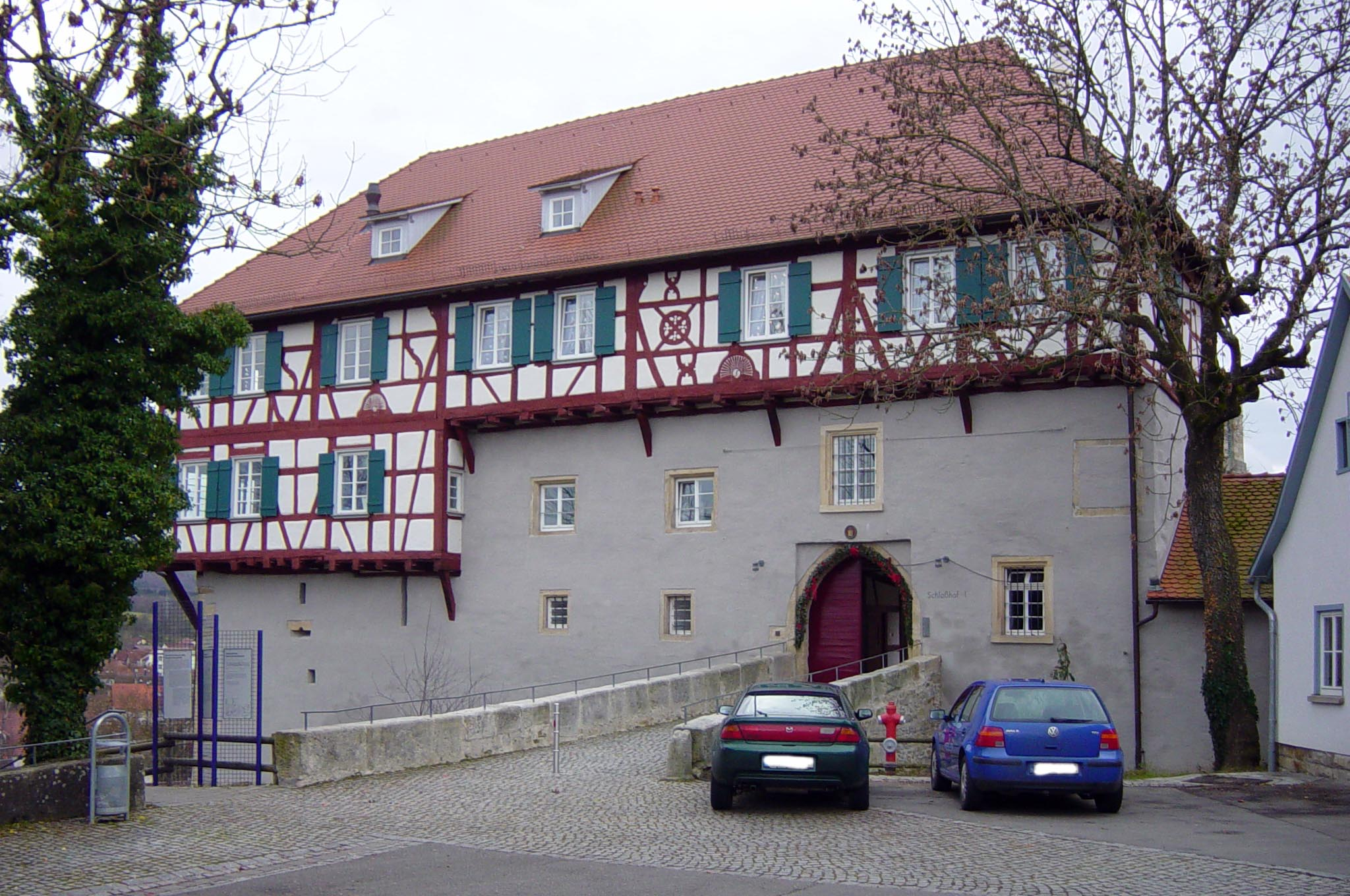
Schloss Gomaringen (2007), Wohnsitz Schwabs 1837–1841

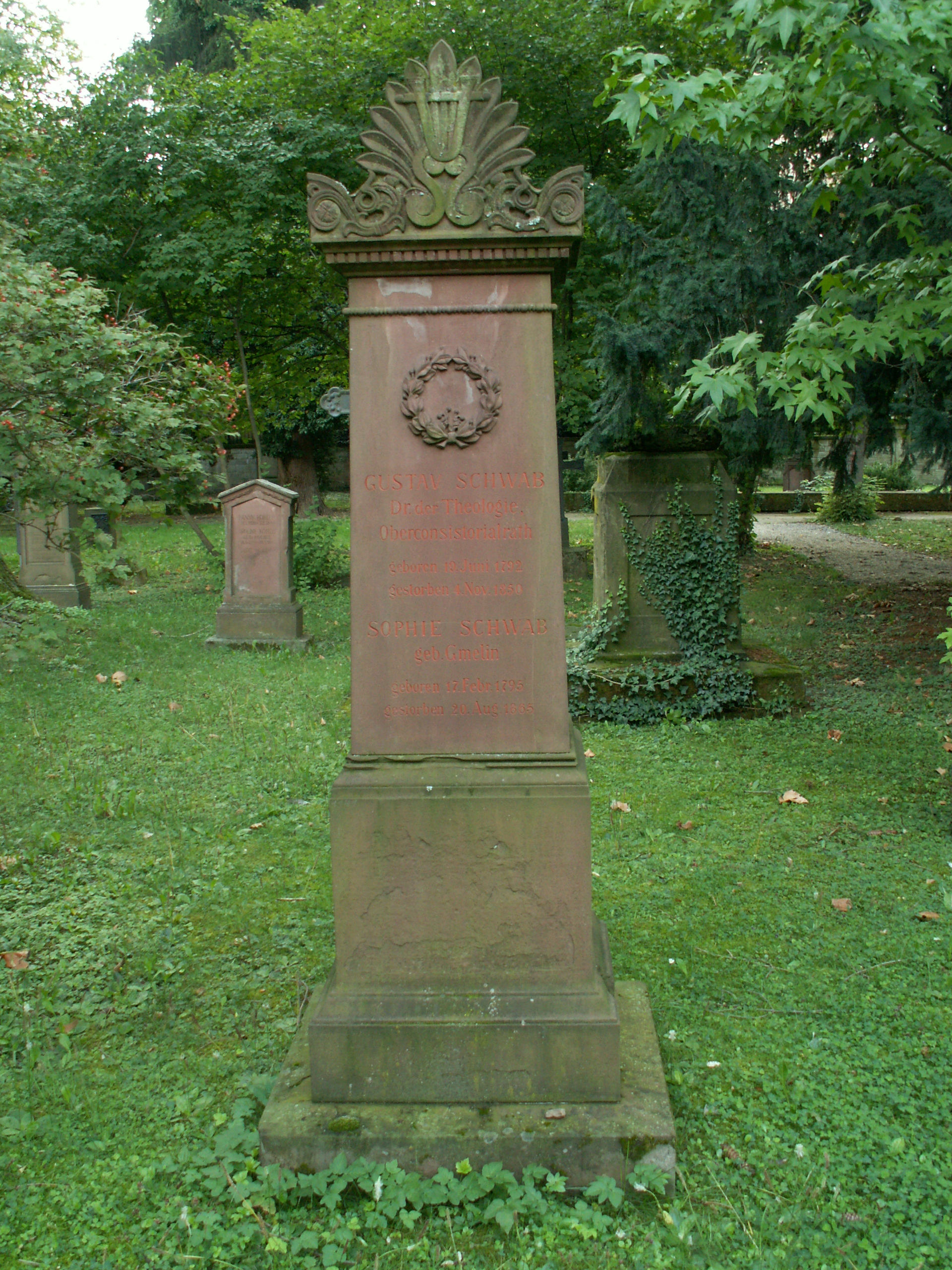
Grabmal von Gustav Schwab und seiner Frau auf dem Stuttgarter Hoppenlaufriedhof

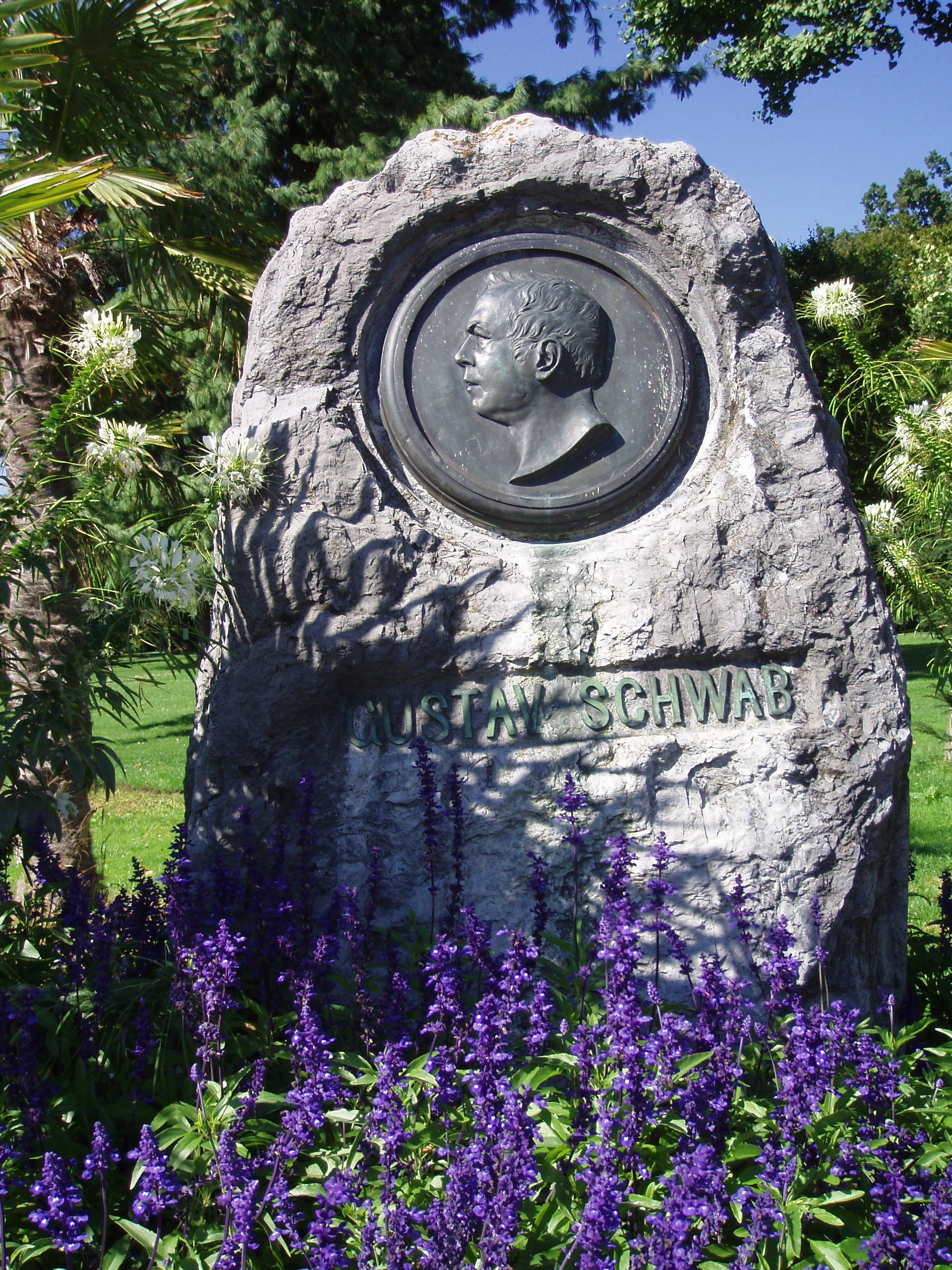
Gedenkstein in Friedrichshafen

### Herkunft und Ausbildung
Gustav Schwab war der Sohn des Geheimen Hofrats Johann Christoph Schwab, der zeitweilig Professor an der Hohen Karlsschule war, und dessen Frau Friederike, Tochter eines angesehenen Stuttgarter Kaufmanns und Nichte von Johann Heinrich Dannecker. Das Geburtshaus in der Stuttgarter Königstraße 51 ist zerstört.
Schwab wuchs in der evangelisch-humanistischen Atmosphäre des schwäbischen Bildungsbürgertums (in der Tradition der Württembergischen Ehrbarkeit) auf. Er besuchte das Gymnasium illustre in Stuttgart und studierte ab 1809 als Stipendiat des Evangelischen Stifts in Tübingen an der dortigen Eberhard Karls Universität zunächst zwei Jahre Philologie und Philosophie, später dann Theologie.

### Tätigkeit als Gymnasiallehrer
Im Dezember 1817 erhielt er eine Professur für alte Sprachen am oberen Gymnasium (dem heutigen Eberhard-Ludwigs-Gymnasium) in Stuttgart.
Einige Monate später heiratete er Sophie Gmelin, die Tochter des Juraprofessors Friedrich von Gmelin.

### Tätigkeit als Redakteur
Ab 1825 wirkte er zwanzig Jahre lang an den bei F. A. Brockhaus Leipzig erscheinenden Blättern für literarische Unterhaltung mit.
Anfang 1828 trat er in die Redaktion des traditionsreichen Verlages von Johann Friedrich Cotta ein, der das Morgenblatt für gebildete Stände verlegte. Mit dieser literarischen Schlüsselposition wurde er zu einem Mäzen für jüngere Autoren. Er förderte die schwäbischen Autoren Wilhelm Waiblinger, Alexander von Württemberg, Gustav Pfizer, Hermann Kurz, Eduard Mörike und Wilhelm Hauff. Aber auch nicht-schwäbische Autoren wie August von Platen, Nikolaus Lenau, Anastasius Grün und Ferdinand Freiligrath konnten sich seiner Unterstützung erfreuen.

### Pfarramt und literarische Tätigkeit in Gomaringen
1837 übernahm er das Pfarramt im Dorf Gomaringen am Fuß der Schwäbischen Alb und das Predigen wurde ihm, neben dem Lehren, eine seiner Lieblingstätigkeiten.
Mit einem in Gomaringen abgefassten Werk ist Schwab für viele Generationen von Kindern und Jugendlichen zu dem Vermittler der griechisch-römischen Sagen- und Götterwelt geworden. Er hat die großen Epen der Antike von 1838 bis 1840 aus Originaltexten zusammengetragen, ins Deutsche übersetzt und mit großem pädagogischen Impetus nacherzählt, Kürzungen und Milderungen der grausamen und erotischen Passagen vorgenommen. Die Sagen des klassischen Altertums in drei Bänden haben, obgleich vorrangig an Jugendliche gerichtet, bis heute die Rezeption der griechischen und römischen Mythologie im deutschsprachigen Raum auch bei Erwachsenen stark beeinflusst.
Dass Schwab nicht frei von antisemitischen Ressentiments war, zeigt sich in folgender Mitteilung an seinen lebenslangen Freund, den Theologen Carl Christian Ullmann: „Sammlung und Volkssagen habe ich mit Liebe gemacht; es freut mich, wenn sie wieder Liebe finden. Könnte ich mich doch in diesen bösen Zeiten, wo das Junge Deutschland den Frevel der Verwüstung aufpflanzen wollte und, auch verfolgt, noch einschwärzt, mich ganz ins Wunderland der Poesie aus der verfluchten und verruchten Tagesliteratur, wo der Judaismus, mit allen ekelhaften Lastern, Lüge, Prahlerei und Feigheit, Schmeichelei und Verleumdung herrscht, herausretten.“

### Rückkehr nach Stuttgart
1841 erhielt er das Stadtpfarramt von St. Leonhard in Stuttgart, 1842 wurde er Dekan und 1845 Oberkonsistorialrat der höheren Schulen in Württemberg. 1847 wurde er mit dem Ehrendoktor der Theologie der Universität Tübingen ausgezeichnet.
Er starb am 4. November 1850 in Stuttgart an fehlerhafter ärztlicher Behandlung. Sein Grab liegt auf dem Stuttgarter Hoppenlaufriedhof, wie auch das von Wilhelm Hauff. Gustav Schwab war der Vater des Hölderlin-Biografen Christoph Theodor Schwab (1821–1883).

## Nachwirkung
Eine Büste Schwabs befindet sich am Haus Hasenbergsteige 22 über dem Schwabtunnel der nach ihm benannten Schwabstraße im Stuttgarter Westen. Ein Gedenkstein steht an der Uferpromenade in Friedrichshafen. Im Gomaringer Schloss befindet sich seit 1998 das Gustav-Schwab-Museum, das unter anderem Möbelstücke aus Schwabs Besitz und Werkausgaben zeigt. Schwabstraßen gibt es in mehreren Städten.
Seit 2009 vergibt der Schwäbische Heimatbund alle zwei Jahre den Gustav-Schwab-Preis. Ausgezeichnet werden herausragende Studien aller Disziplinen über den schwäbischen Raum.

## Werke
Schwab wird als Angehöriger der Schwäbischen Dichterschule angesehen, sein Gedicht Der Reiter und der Bodensee gehört zu den bekannteren deutschen Gedichten.
- Johann Felix Jacob Dalp (Verleger), Johann Jakob Hottinger (Vorwort) und Gustav Schwab (Herausgeber), Die Schweiz in ihren Ritterburgen und Bergschlössern 3 Bände, 1828.
- Gedichte. Cotta, Stuttgart/Tübingen 1828–1829.

Größere Bekanntheit im 20. Jahrhundert erreichte sein 1828 veröffentlichtes Gedicht Das Gewitter durch Heinz Erhardt, der es paraphrasierte und komprimierte, die Kernaussage (mehrere Generationen sterben durch Blitzschlag) aber nicht änderte.
- Wanderungen durch Schwaben, 1837 (zuerst erschienen als Bd. 2 der Reihe Das malerische und romantische Deutschland).
- Buch der schönsten Geschichten und Sagen für Alt und Jung wieder erzählt. S. G. Liesching, Stuttgart 1836–1837.
- Die schönsten Sagen des klassischen Alterthums. Nach seinen Dichtern und Erzählern. S. G. Liesching, Stuttgart 1838–1840:
  - Bd. 1. S. G. Liesching, Stuttgart 1838. (Digitalisat und Volltext im Deutschen Textarchiv)
  - Bd. 2. S. G. Liesching, Stuttgart 1839. (Digitalisat und Volltext im Deutschen Textarchiv)
  - Bd. 3. S. G. Liesching, Stuttgart 1840. (Digitalisat und Volltext im Deutschen Textarchiv)
- Schillers Leben in drei Büchern. S. G. Liesching, Stuttgart 1840 (Digitalisat).